# Национальный день памяти жертв геноцида граждан Польши украинскими националистами
«Национальный день памяти жертв геноцида граждан Польской Республики, совершённого украинскими националистами» (пол. Narodowy Dzień Pamięci Ofiar Ludobójstwa dokonanego przez ukraińskich nacjonalistów na obywatelach II Rzeczypospolitej Polskiej) — официальная памятная дата в Польше, отмечаемая 11 июля. Не является выходным днём. День 11 июля выбран, так как именно 11 июля 1943 года стало апогеем Волынской резни, когда вооружённые подразделения украинских националистов одновременно атаковали 99 населённых пунктов, населённых этническими поляками.

## История установления
15 июля 2009 года Сейм Польши в своём постановлении (принятым единодушной аккламацией без процедуры голосования) констатировал, что ОУН и УПА осуществили «антипольскую акцию — массовые убийства, имевшие характер этнической чистки и обладавшие признаками геноцида», кроме того, в резолюции Сейм «чтит память бойцов Армии крайовой, Самообороны Восточных кресов и Крестьянских батальонов, которые поднялись на драматическую борьбу по защите польского гражданского населения, а также с болью вспоминает о жертвах среди украинского гражданского населения».
15 июля 2013 года Сейм Польши принял специальную резолюцию, посвящённую 70-летию «Волынского Преступления» (такое название использовано в резолюции), где отмечается что преступления, совершённые ОУН и УПА, имели «организованный и массовый масштаб», что придало им «характер этнической чистки с признаками геноцида». Также в резолюции Сейма называется цифра погибших поляков в 1942—1945 гг. на территории Волыни и Восточной Галиции — около 100 тысяч человек. Также в резолюции Сейм заявил о том, что он «чтит память граждан II Речи Посполитой Польской зверски убитых украинскими националистами. Сейм Польской Республики выражает наивысшее признание солдатам Армии Крайовой, Самообороны Восточных Земель и Крестьянских Батальонов, которые вступили в героическую борьбу в защиту поляков». В сравнении с резолюцией от 15 июля 2009 года в резолюции 2013 года иначе сформулирован тезис о жертвах среди украинцев: «Сейм Польской Республики выражает свою благодарность украинцам, которые рискуя, а порой и отдавая свою жизнь, защищали польских собратьев от чудовищной смерти от рук Организации Украинских Националистов и отрядов Украинской Повстанческой Армии». Резолюция была принята 263 голосами при 33 против и 146 воздержавшихся. На результаты голосования повлияло то, что ряд оппозиционных партий настаивал на значительно более жёстком варианте резолюции, в котором события квалифицировались как «геноцид», а также 11 июля (день в 1943 году, в который украинскими силами были атакованы 99 населённых пунктов на Волыни, населённых поляками) предлагалось объявить «Днём памяти жертв Волынского Преступления», однако в итоговом варианте резолюции все эти предложения были отвергнуты. Итоговый вариант резолюции на заседании Сейма отстаивал министр иностранных дел Польши Радослав Сикорский.
7 июля 2016 года верхняя палата польского парламента Сенат приняла постановление «по вопросу увековечения памяти жертв геноцида, совершенного украинскими националистами в отношении граждан II Речи Посполитой в 1939—1945 годах», где утверждается, что «на июль 2016 года приходится 73 годовщина апогея волны злодеяний, которые на Восточных кресах II Речи Посполитой совершили Организация украинских националистов (ОУН) и Украинская повстанческая армия (УПА), а также подразделение СС „Galizien“ и украинские коллаборационистские подразделения. В результате геноцида в 1939—1945 годах были убиты свыше ста тысяч граждан II Речи Посполитой. Точное их количество по сей день неизвестно, а многие из них до настоящего времени не были достойно погребены и их память не была почтена. В резнях помимо поляков гибли также евреи, армяне, чехи, представители других национальных меньшинств, а также украинцы, которые пытались помочь жертвам. Этот трагический опыт должен быть возвращён исторической памяти современных поколений. Сенат Республики Польша чтит память граждан II Речи Посполитой зверски убитых украинскими националистами. Сенат Республики Польша выражает самое высокое признание самооборонам Кресов, солдатам Армии Крайовой, Крестьянских батальонов и других организаций боровшихся за независимость, встававших на героическую борьбу в защиту жертв. Сенат Республики Польша выражает уважение и благодарность тем украинцам, которые рискуя своей жизнью спасали поляков. Сенат Республики Польши обращается к Президенту Республики Польша с просьбой наградить всех, кто этого достоин, государственными наградами. Жертвы преступлений, совершённых в 1940-е годы украинскими националистами, до настоящего времени не были надлежащим образом увековечены, а массовые убийства не были названы — в соответствии с исторической правдой — геноцидом. Сенат Республики Польши постулирует, чтобы Сейм Республики Польши объявил день 11 июля Национальным днём памяти жертв геноцида, совершённого украинскими националистами в отношении граждан II Речи Посполитой.».
Сейм Республики Польша 22 июля 2016 года установил этот день памяти в память о жертвах Волынской резни польского населения, устроенной бойцами ОУН, УПА, дивизии «СС Галичина» и других украинских формирований во время Второй мировой войны. В документе, принятом польскими депутатами, утверждается, что во время геноцида в 1943—1945 годах были убиты более ста тысяч поляков, в основном крестьян. Депутаты от Польской крестьянской партии предлагали другое название — «День памяти поляков-жертв геноцида, совершённого ОУН-УПА на Восточных кресах II Речи Посполитой».

## Реакция на Украине
Президент Украины Пётр Порошенко в своём аккаунте в Фейсбуке высказал мнение, что он «выражает сожаление в отношении решения польского Сейма. Знаю, что многие захотят воспользоваться им для политический спекуляций. Однако, нам следует обратиться к завещанию Иоанна Павла II — мы прощаем и просим прощения».
Комитет Верховной Рады Украины по вопросам иностранных дел выпустил специальное заявление, в котором высказал «глубокую озабоченность» постановлением Сейма, в котором в отношении событий на Волыни, по мнению комитета Верховной Рады, «дана искажённая, политически и юридически некорректная оценка». Комитет Верховной Рады подчеркнул, что «принятие Сенатом и Сеймом Республики Польша антиукраинских постановлений перечёркивает все конструктивные политические и дипломатические наработки и усилия обеих стран и обоих народов, направленные на взаимное прощение и примирение и уважение памяти невинно убитых украинцев и поляков». Комитет Верховной Рады также сообщил о том, что существовало предложение Верховной Рады польскому Сейму «совместно почтить память жертв Волынских событий посредством принятия совместного постановления, проект которого был загодя передан польским парламентариям, но остался без какой либо реакции», то есть, по мнению комитета Верховной Рады, её проект был «проигнорирован Сеймом Республики Польша». Комитет Верховной Рады заявил также, что оценки событий Волынской трагедии, данные польскими Сенатом и Сеймом, являются «политически несбалансированными и юридически некорректными», а само принятие решений польских Сената и Сейма как «провокационную акцию националистических сил в Республике Польша», которая «осознанно направлена на подрыв дружественной атмосферы украинско-польских отношений». Комитет Верховной Рады заявил также, что «единственный путь к примирению и единству между украинским и польским народами пролегает через познание исторической правды и взаимное христианское прощение за причинённые в прошлом взаимные обиды, к которому призывал Папа Римский Иоанн Павел II в своём послании от 7 июля 2003 года», а также комитет Верховной Рады «вновь обращается с искренней просьбой простить и сам прощает в духе христианской морали и примирения грехи тех украинцев и поляков, которые в условиях военных потрясений осознанно или неосознанно встали на путь зла, подняв руку на безоружных и беззащитных польских и украинских братьев и сестёр».
Всеукраинское объединение «Свобода» осудило решение польского Сейма, заявив, что «Свобода» «расценивает этот открыто враждебный шаг как подлый удар ножом в спину нашей нации», который «разрушает добрососедские отношения между нашими странами» и охарактеризовало решение Сейма как «манипуляцию историей и надругательство над украинской национальной памятью», подчёркнув, что «выдвинутые против украинцев обвинения являются абсурдными и ничтожными с точки зрения международного права».